# Verhuiskaart

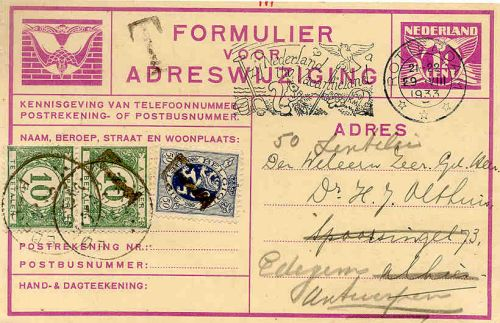
Formulier voor adreswijziging; in 1933 eerst verzonden binnen Rotterdam, daarna doorgezonden naar België en daar met port belast.

Een verhuiskaart is een postwaardestuk bestemd voor het melden van een adreswijziging aan bekenden en relaties. De kaart heeft het formaat en de zegelindruk van een briefkaart. 
In Nederland verscheen de eerste verhuiskaart in 1919 onder de titel Formulier voor adreswijziging. Vanaf 1944 was de titel Formulier tot medede(e)ling van adreswijziging. Thans wordt volstaan met Adreswijziging.
ansichtkaart · brief · briefkaart · briefkaart met betaald antwoord · luchtpostblad · postblad · postwaardestuk · rouwkaart · tijdschrift · treinbrief · verhuiskaart · wenskaart